# Mistrzostwa Europy w Wioślarstwie 2009 – dwójka bez sternika kobiet
Dwójka bez sternika kobiet (W2-) – konkurencja rozgrywana podczas Mistrzostw Europy w Wioślarstwie 2009 w Brześciu między 18 a 20 września.

## Harmonogram konkurencji
| Wydarzenie                  | Runda      |
| --------------------------- | ---------- |
| Piątek, 18 września 2009    | Eliminacje |
| Sobota, 19 września 2009    | Repasaże   |
| Niedziela, 20 września 2009 | Finał B    |
| Niedziela, 20 września 2009 | Finał A    |

## Medaliści
| Złoto                                     | Srebro                                       | Brąz                                  |
| Rumunia · Camelia Lupascu · Nicoleta Albu | Rosja · Maja Żuczkowa · Alewtina Podwiazkina | Chorwacja · Sonja Kešerac · Maja Anić |

## Wyniki

### Eliminacje
Reguła kwalifikacji: 1 → FA, 2.. → R

#### Eliminacje 1
| Miejsce | Zawodnik                           | Kraj      | Czas    | Uwagi |
| ------- | ---------------------------------- | --------- | ------- | ----- |
| 1       | Maja Żuczkowa Alewtina Podwiazkina | Rosja     | 7:32,77 | FA    |
| 2       | Sonja Kešerac Maja Anić            | Chorwacja | 7:42,60 | R     |
| 3       | Gaia Palma Marta Novelli           | Włochy    | 7:45,04 | R     |
| 4       | Marharyta Kreczka Maryna Masława   | Białoruś  | 7:53,24 | R     |

#### Eliminacje 2
| Miejsce | Zawodnik                                   | Kraj    | Czas    | Uwagi |
| ------- | ------------------------------------------ | ------- | ------- | ----- |
| 1       | Camelia Lupascu Nicoleta Albu              | Rumunia | 7:37,05 | FA    |
| 2       | Michaela Schmidt Anne Becker               | Niemcy  | 7:40,65 | R     |
| 3       | Tetiana Stekolszczykowa Wiktorija Wychrist | Ukraina | 7:41,87 | R     |

### Repasaże
Reguła kwalifikacji: 1-4 → FA, 5... → FB
| Miejsce | Zawodnik                                   | Kraj      | Czas    | Uwagi |
| ------- | ------------------------------------------ | --------- | ------- | ----- |
| 1       | Sonja Kešerac Maja Anić                    | Chorwacja | 7:29,41 | FA    |
| 2       | Tetiana Stekolszczykowa Wiktorija Wychrist | Ukraina   | 7:30,65 | FA    |
| 3       | Gaia Palma Marta Novelli                   | Włochy    | 7:35,81 | FA    |
| 4       | Michaela Schmidt Anne Becker               | Niemcy    | 7:38,44 | FA    |
| 5       | Marharyta Kreczka Maryna Masława           | Białoruś  | 7:44,40 | FB    |

### Finał B
| Miejsce | Zawodnik                         | Kraj     | Czas | Uwagi |
| ------- | -------------------------------- | -------- | ---- | ----- |
| 1       | Marharyta Kreczka Maryna Masława | Białoruś |      |       |

### Finał A
| Miejsce | Zawodnik                                   | Kraj      | Czas    | Uwagi |
| ------- | ------------------------------------------ | --------- | ------- | ----- |
|         | Camelia Lupascu Nicoleta Albu              | Rumunia   | 7:27,28 |       |
|         | Maja Żuczkowa Alewtina Podwiazkina         | Rosja     | 7:30,84 |       |
|         | Sonja Kešerac Maja Anić                    | Chorwacja | 7:38,03 |       |
| 4       | Tetiana Stekolszczykowa Wiktorija Wychrist | Ukraina   | 7:40,90 |       |
| 5       | Gaia Palma Marta Novelli                   | Włochy    | 7:41,84 |       |
| 6       | Michaela Schmidt Anne Becker               | Niemcy    | 7:47,86 |       |